# Maggiorino Vigolungo
Ctihodný Maggiorino Vigolungo (6. května 1904 Benevello – 27. července 1918 Benevello) byl aspirant Paulínské rodiny.
Narodil se v severní Itálii do chudé zemědělské rodiny. Od útlého věku se vyznačoval výjimečnou zbožností a touhou být ve všem první.
15. října 1916 vstoupil do Společnosti sv. Pavla, kterou založil bl. Jakub Alberione ve městě Alba. Tam Maggiorino pracoval u tiskařského stroje. Vynikal disciplinovaností a velkou touhou stát se svatým. V roce 1918 dostal zápal plic. Když se ho Alberione ptal, zda by se raději uzdravil, nebo šel do ráje, odpověděl: „Jediné, co chci, je plnit Boží vůli.“ Nemoci podlehl.
Papež sv. Jan Pavel II. 28. března 1988 vydal dekret prohlašující Maggiorina Vigolunga ctihodným.